# 古越龙山

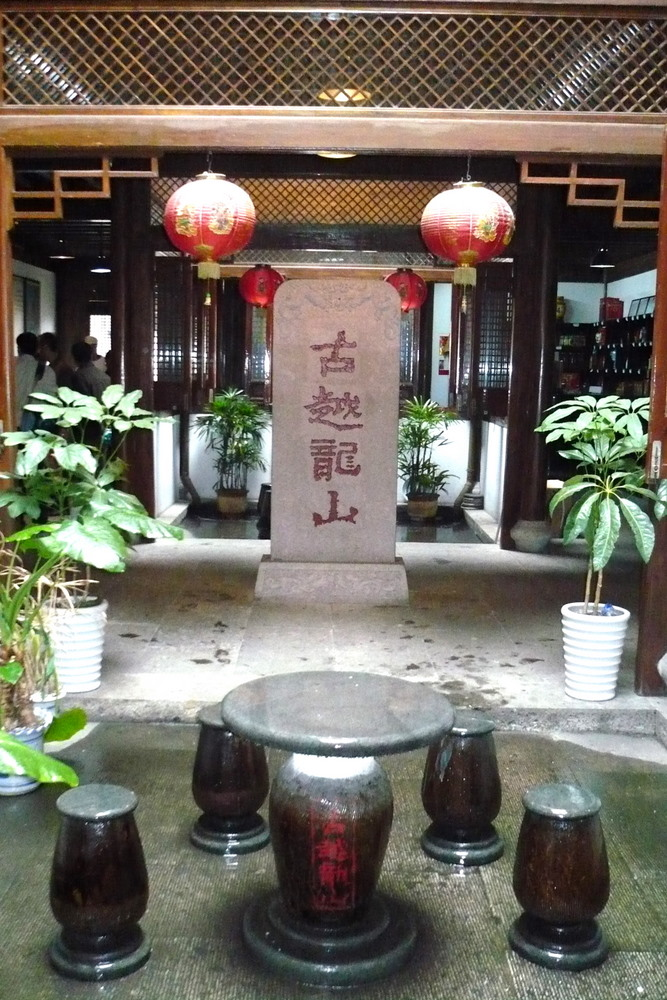
古越龙山酒坛

中国绍兴黄酒集团有限公司（英语：China Shaoxing Yellow Rice Wine Group Co., Ltd.），是中国大陆的黄酒制造商，成立于1994年，由绍兴市酿酒总公司与1664年成立的的沈永和酒厂联合组建而成。该公司是绍兴市政府授权的国有资产经营单位、中华人民共和国国务院确定的520户国家重点企业之一。
集团旗下拥有上市公司浙江古越龙山绍兴酒股份有限公司（英语：Zhejiang Gu Yue Long Shan Shaoxing Wine Co., Ltd. ，上交所：600059）是中国首家黄酒上市公司，成立于1997年。集团年生产14万千升黄酒，拥有25万千升陈酒的古越龙山中央酒库。该集团拥有4只中华老字号牌匾（古越龙山、沈永和、女儿红、鉴湖）及2只中国驰名商标（古越龙山、女儿红）。

## 旗下品牌
- 古越龙山：该品牌源于吴越春秋的故事，标志图案为越王勾践兴师伐吴时的点将门和卧薪尝胆时的龙山背景。[3]
- 沈永和：创始于1664年，是绍兴黄酒历史中最悠久的酒厂。
- 状元红
- 鉴湖：品牌创建于1951年10月，初名“国营绍兴酒厂”，后又接收了私营酿酒大户，几经分合。曾称鉴湖长春酒厂、鉴湖酿酒公司、鉴湖酿酒总厂，1998年成为绍兴黄酒集团成员。[4]
- 女儿红

## 产品
集团生产的产品以黄酒（绍兴酒）为主。古越龙山品牌有高档年份酒、千福花雕系列、龙酝花雕系列、年份酒礼盒系列、库藏年份酒系列、九龙至尊系列、玻瓶年份酒系列、坛装酒系列、状元红系列、清醇系列、东方原酿、我的年代、喜庆酒系列、工艺花雕系列和果酒系列。
该集团生产的黄酒荣获多项国内和国际奖项，包括巴拿马太平洋万国博览会金奖、杭州西湖博览会金奖、南京南洋劝业会金奖等。

## 赠送和赞赏
中国国务院总理周恩来、邓小平、江泽民等国家及省级领导人均对古越龙山进行了赞赏。柬埔寨国王诺罗敦·西哈努克、唐焦会谈、日本天皇明仁、美国总统克林顿、俄罗斯总统叶利钦、韩国总统卢武铉，均有古越龙山的身影，而古越龙山被钓鱼台国宾馆定为国宴专用酒，因而被誉为“国粹黄酒”。

## 事件

### 质量问题
2012年6月，根据香港消费者委员会的报道显示，古越龙山绍兴酒的氨基甲酸乙酯含量超标，属于致癌物。

### 古越龙山水门事件
2014年6月28日，《华夏时报》报道称，古越龙山绍兴酒的水源——鉴湖，在2013年6月被评定为Ⅴ类（农业用水及一般景观要求水域要求），2001年为Ⅱ类，此后就急转直下。但在记者走访发现后，这些黄酒实际使用的酿酒水源为自来水。
6月29日，古越龙山发布声明，称古越龙山绍兴酒酿造用水是经过处理的鉴湖源头水；公司酿酒用水没有受到污染，达到生活饮用水卫生标准要求；符合“绍兴酒”地理标志产品保护规定的水源要求；公司也不存在信披误导。